# Тур Битвы за Варшаву 2024
3-й выпуск Тура Битвы за Варшаву — шоссейной многодневной велогонки по дорогам Польши. Гонка, после перерыва с 2021 по 2023 годы, должна была пройти с 14 по 18 августа, но уже на стадии планирования организаторы ходатайствовали о её переносе на неделю позже. Гонка прошла с 21 по 24 июня 2024 года в рамках Европейского тура UCI 2024. Победителем стал польский велогонщик Алан Банашек.

## Участники
| UCI Continental Teams (9)- Mazowsze Serce Polski - Diftar Continental Cycling Team - Epronex-Hungary Cycling Team - Motala AIF Serneke Allebike - Santic-Wibatech - Team Storck-Metropol Cycling - Voster ATS Team - Energus Cycling Team - XSpeed United Continental Любительские, клубные или региональные команды (7)- Berthold RadTeam - LUKS Trójka Piaseczno - Svealand Cycling Team - TTS.coach / Spica Solutions - Giant Store Assen-NWVG CT - Campana Imballagi-Geo & Tex-Trentino - Kujawy Pomorze Cycling Team Unknown team category- Mostostal Pulawy |
| |

## Маршрут
Гонка состояла из 4 этапов, которые прошли за 4 дня, при этом во второй день планировалось проведение двух этапов.
| Этап | Дата   | Маршрут | type               | Длина (км) | Победитель       | Лидер генеральной классификации |
| ---- | ------ | ------- | ------------------ | ---------- | ---------------- | ------------------------------- |
| 1    | 21 авг |         | равнинный          |            | Norbert Banaszek | Norbert Banaszek                |
| 2a   | 22 авг |         | командная разделка |            | отменён          | Norbert Banaszek                |
| 2b   | 22 авг |         | равнинный          |            | Lars Rouffaer    | Norbert Banaszek                |
| 3    | 23 авг |         | равнинный          |            | Алан Банашек     | Алан Банашек                    |
| 4    | 24 авг |         | равнинный          |            | Piotr Pękala     | Алан Банашек                    |

## Ход гонки
Ближе к финишу одиночную атаку провёл Аксель Фронен, но его быстро догнали. Завершение первого этапа проходило с растянутым пелотоном. В итоге первым стал Норберт Банашек.
Командная гонка на время первой части второго дня была отменена. Вторая часть стартовала с отставанием по времени от графика, но при этом атаки начались сразу, что привело к растягиванию пелотона. Заключительный промежуточный финиш разыграли Тим Биркенс, Петр Пенкала и Виктор Лыху, но тройке не удалось удержать преимущество. Пелотон нагнал беглецов и в финишном спринте первым стал Ларс Руффаер
Когда оставалось около 10 км до финиша четвёртого дня соревнований, впереди сформировалась группа в составе: Алан Банашек, Тобиаш Павляк, Гийом Виссер, Михал Палута, Мэттью Кинг, Эрик Инкстер, Зак Коулман, Петр Масляк. За три километра до финиша из этой группы оторвалась тройка гонщиков образовав 40-секундное преимущество. Алан Банашек совершил рывок и стал первым на финише.. За ним финишировали Зак Коулман и Гийом Виссер.
Отсутствие ветра в пятый день позволило гонщикам показать активную езду, что выразилось в виде отрыва Петра Пенкалы (Santic-Wibatech), Камиля Долака (Mostostal Puławy), Михала Гланца (TTS.coach / Spica Solutions) и Альбина Штальберга из Motala AIF. Каспер Берчински из XSpeed United Continental также некоторое время был в группе, но ему не удалось удержаться впереди с другими гонщиками. В какой-то момент отрыв имел 4-минутное преимущество, но во второй части соревнований отставание начало сокращаться. За 20 километров до финиша преимущество отрыва было еще не маленьким и составило 2 минуты. На финише Петр Пекала решил атаковать — типичный горняк оказался лучшим на равнинной местности и пересёк финишную черту с поднятыми руками

## Лидеры классификаций
| Этап |                    | Победитель _     | Генеральная классификация _ |
| ---- | ------------------ | ---------------- | --------------------------- |
| 1    | равнинный          | Norbert Banaszek | Norbert Banaszek            |
| 2a   | командная разделка | отменён          | Norbert Banaszek            |
| 2b   | равнинный          | Lars Rouffaer    | Norbert Banaszek            |
| 3    | равнинный          | Алан Банашек     | Алан Банашек                |
| 4    | равнинный          | Piotr Pękala     | Алан Банашек                |
| Итог | Итог               |                  | Алан Банашек                |

## Итоговые классификации
| \| Генеральная классификация \| Генеральная классификация \| Генеральная классификация \| Генеральная классификация \| Генеральная классификация \| \| Гонщик \| Гонщик \| Команда \| Время \| \| \| ------------------------- \| ------------------------- \| ------------------------- \| ------------------------- \| ------------------------- \| \| 1-й \| Алан Банашек \| Mazowsze Serce Polski \| 11ч 06' 23 \| \| \| 2-й \| Гийом Виссер \| \| + 8 \| \| \| 3-й \| Zak Coleman \| XSpeed United Continental \| + 12 \| \| |              |                           |            |
| |              |                           |            |
| Источник: ProCyclingStats |              |                           |            |
| Генеральная классификация |              |                           |            |
| Гонщик | Гонщик       | Команда                   | Время      |
| 1-й | Алан Банашек | Mazowsze Serce Polski     | 11ч 06' 23 |
| 2-й | Гийом Виссер |                           | + 8        |
| 3-й | Zak Coleman  | XSpeed United Continental | + 12       |

| Очковая классификация | Очковая классификация | Очковая классификация | Очковая классификация | Очковая классификация |
| Гонщик                | Гонщик                | Команда               | Очки                  |                       |
| --------------------- | --------------------- | --------------------- | --------------------- | --------------------- |

| Очковая классификация | Очковая классификация | Очковая классификация | Очковая классификация | Очковая классификация |
| Гонщик                | Гонщик                | Команда               | Очки                  |                       |
| --------------------- | --------------------- | --------------------- | --------------------- | --------------------- |

| Молодёжная классификация | Молодёжная классификация | Молодёжная классификация | Молодёжная классификация | Молодёжная классификация |
| Гонщик                   | Гонщик                   | Команда                  | Время                    |                          |
| ------------------------ | ------------------------ | ------------------------ | ------------------------ | ------------------------ |

| Молодёжная классификация | Молодёжная классификация | Молодёжная классификация | Молодёжная классификация | Молодёжная классификация |
| Гонщик                   | Гонщик                   | Команда                  | Время                    |                          |
| ------------------------ | ------------------------ | ------------------------ | ------------------------ | ------------------------ |

| Командная классификация по времени | Командная классификация по времени | Командная классификация по времени | Командная классификация по времени |
| Команда                            | Команда                            | Время                              |                                    |
| ---------------------------------- | ---------------------------------- | ---------------------------------- | ---------------------------------- |

| Командная классификация по времени | Командная классификация по времени | Командная классификация по времени | Командная классификация по времени |
| Команда                            | Команда                            | Время                              |                                    |
| ---------------------------------- | ---------------------------------- | ---------------------------------- | ---------------------------------- |